# Lou Fromm
Louis „Lou“ Fromm (* 1919) war ein US-amerikanischer Jazz-Schlagzeuger der späten Swingära.

## Leben
Fromm spielte zu Beginn seiner Karriere in New York  bei Teddy Powell, an dessen Plattenaufnahmen für Bluebird er beteiligt war; er arbeitete 1942 kurze Zeit bei Claude Thornhill, 1944 wechselte er vom Powell-Orchester zum Casa Loma Orchestra. In dieser Zeit wirkte er außerdem bei Aufnahmen von Georgie Auld mit und spielte in den Swingbands von Frankie Newton und Boyd Raeburn. Ab 1945 arbeitete er bei Artie Shaw, sowohl in dessen in dessen Bigband als auch im Sextett Gramercy Five mit Roy Eldridge („The Grabtown Grapple“). Solistisch zu hören war er in den Shaw-Titeln „Bedford Drive“ und „Little Jazz“. In den folgenden Jahren spielte er u. a. bei Barney Kessel's All Stars und dem Orchester von Harry James. Im Bereich des Jazz war er zwischen 1941 und 1947 an 89 Aufnahmesessions beteiligt, Nach Auskunft von Al Cohn war Fromm stark drogenabhängig; er wurde mehrfach wegen Drogenbesitzes inhaftiert, was seine Musikerkarriere beeinträchtigte. In den späten 1940er-Jahren verschwand er aus der Musikszene.
Mit dem Gitarristen Barney Kessel und dem Pianisten Dodo Marmarosa bildete Fromm mit dem Bassisten Morris Rayman 1944 und 1945 „die beste Rhythmusgruppe“ von Artie Shaws Gramercy Five; die beiden Letztgenannten waren nach Ansicht von Gunther Schuller stark unterbewertete Musiker.